# Собор Святого Патрика (Мельбурн)
Собо́р Свято́го Па́трика (англ. St Patrick's Cathedral) — кафедральный собор католической архиепархии Мельбурна, Австралия, типичный образец популярного в Британской империи неоготического стиля. Один из пяти австралийских храмов, носящих почётный статус «малой базилики».

## История
В 1851 году, спустя 12 лет после основания Мельбурна, секретарь колонии Виктория предоставил представителям Римско-католической церкви участок земли в районе Восточных Холмов. Вскоре после этого прибывший из Великобритании августинский монах Джеймс Голд, в обязанности которого входило организовать приход в Мельбурне и стать его главой, решил построить кафедральный собор на вновь выделенном участке земли. В то время католическая община Мельбурна состояла практически на сто процентов из ирландцев, и поэтому было решено посвятить новый собор Святому Патрику — святому покровителю Ирландии.
Для работы над проектом был приглашён один из самых известных архитекторов Мельбурна того времени Уильям Уорделл. Однако работы над проектом были отложены из-за острой нехватки квалифицированной рабочей силы, вызванной золотой лихорадкой, когда практически всё трудоспособное население было вовлечено в разработки золотых приисков. Первый камень в основание нового собора был заложен только в 1858 году. Проект собора был выполнен в стиле неоготики на основе проектов средневековых английских церквей. Этот стиль был очень популярен в строительстве церквей середины XIX века. Неф собора спроектирован в раннеанглийском стиле, в то время как остальная часть здания выполнена в стиле более поздней готики. Впоследствии Уильям Уорделл спроектировал церковь Святой Марии в Сиднее по подобному плану.
Строительство нефа было закончено в течение десяти лет, однако работы над остальным зданием продвигались медленно и замедлились ещё больше во время экономической депрессии 1891 года. Только в 1897 году собор был освящён, но и на этот момент он не был окончательно построен. Для окончательного завершения работ над собором католической общине Мельбурна потребовалось собирать дополнительные средства, что ещё больше затянуло строительство собора. Дэниел Манникс, который стал в 1917 году архиепископом Мельбурна, прилагал огромные усилия для полного окончания работ над собором. Строительство здания было окончательно завершено в 1939 году.
В 1970 году папа Павел VI стал первым папой, посетившим Собор, и в 1974 году он провёл службу в малой базилике. В 1986 году папа Иоанн Павел II посетил собор Святого Патрика.
Собор построен по традиционной схеме с главной осью, проходящей с востока на запад, с алтарём, расположенным в восточной части. В плане собор представляет собой латинский крест с нефом, расположенным в длинной части. Длина собора по длинной оси составляет 103,6 метра, ширина по короткой оси — 56,4 метра, ширина нефа — 25,3 метра. Высота нефа составляет 28,9 метров, высота главного шпиля — 105 метров, высота башен по бокам главного входа — 61,9 метров.